# Smilax elongatoumbellata
Smilax elongatoumbellata là một loài thực vật có hoa trong họ Smilacaceae. Loài này được Hayata miêu tả khoa học đầu tiên năm 1911.